# Зозиров, Заза Дианозович
За́за Диано́зович Зо́зиров (осет. Зозырты Дианозы фырт Заза; род. 25 апреля 1972 года в городе Гори Грузинской ССР) — советский и украинский борец вольного стиля, двукратный чемпион Европы и бронзовый призёр летних олимпийских игр в Атланте. Заслуженный мастер спорта по вольной борьбе.

## Биография
Родился 25 апреля в грузинском городе Гори в осетинской семье. С 1980 года стал заниматься вольной борьбой. В 1988 году стал чемпионом Европы среди кадетов в Измире. В 1989 году стал чемпионом Европы среди юниоров в Бурсе. В 1990 году стал чемпионом мира среди юниоров в Стамбуле. В 1992 году перебрался на Украину, где выступал за эту национальную сборную команду по вольной борьбе и в этом же году стал чемпионом СНГ в Москве. В 1993 году становится чемпионом Европы в Стамбуле. В 1996 году становится бронзовым призёром чемпионата Европы и летних Олимпийских игр в Атланте. В 1997 году занимает третье место на чемпионате мира и Европы. В 1998 году становится серебряным призёром чемпионата мира и Европы. В 1999 году становится чемпионом Европы в Минске. В 2000 году выступает на Олимпийских играх в Сиднее и занимает всего лишь 11 место. В 2003 году становится вторым на Кубке мира в Бойсе.

## Спортивные достижения
- Бронзовый призёр Олимпийских игр в Атланте (1996)
- Двукратный чемпион Европы (1993, 1999)
- Чемпион Европы среди кадетов в Измире (1988)
- Чемпион мира среди юниоров в Стамбуле (1990)
- Чемпион Европы среди юниоров в Бурсе (1989)

### Награды
- Почётный знак отличия Президента Украины (07.08.1996)[1]